# Mustelus stevensi
Mustelus stevensi  (лат.) — недавно описанный вид хрящевых рыб рода обыкновенных куньих акул семейства куньих акул отряда кархаринообразных. Обитает в восточной части Индийского океана. Максимальная зафиксированная длина 103 см. Опасности для человека не представляет. Коммерческого значения не имеет.

## Таксономия
Впервые вид научно описан в 2008 году. Голотип представляет собой взрослого самца длиной 61,1 см, пойманного в 1986 году у Архипелага Дампье(Западная Австралия) на глубине 196—198 м. Паратипы: самец и самка длиной 103,4 и 69,2 см, пойманные там же в 1982 и 1997 году на глубине 121—124 и 196—200 м; самец длиной 61,7 см, пойманный в 1997 году в англ. Nickol Bay, Западная Австралия, на глубине 187—196 м; 2 самки длиной 51,8 и 71,1 см, пойманные в 1986 и 1997 году у острова Монте Белло на глубине 176—180 и 163—175 м; неполовозрелый самец длиной 27,8 см, пойманный в 1995 году у Кейп Ламберт на глубине 206—208 м; взрослый самец длиной 91,9, пойманный в 1995 году там же на глубине 248—253 м; 2 самца длиной 70,5 и 71,8 см, пойманные в 1986 и 1989 в заливе Шарк на глубине 402 и 735 м; 2 самца длиной 68,9 и 68,6 см, пойманные там же в 1991 году на глубине 303—333 м; 2 самца и самка длиной 58,2, 60,3 и 76,2, пойманные в 1982 на рифах Роули на глубине 180—190 м.

## Ареал
Mustelus stevensi являются эндемиком центрально-западной и юго-западной части Атлантики, они обитают у побережья Западной Австралии на глубине 121—402 м, хотя есть данные о нахождении этих акул на глубине 735 м.

## Описание
У Mustelus stevensi довольно высокие спинные плавники. Длина основания первого спинного плавника в 1,6—2,1 раз превосходит расстояние от анального до хвостового плавника. Щёчно-глоточные зубчики покрывают всю полость глотки и дно ротовой полости. У самцов имеются длинные, тонкие и приплюснутые птеригоподии, длина которых по внутренней стороне составляет 8—11 % от длины тела. Позади глаз расположены дыхальца, нижний край которых находится на уровне нижнего края глаза. Во рту 72—75 зубных рядов. В прекаудальном отделе позвоночника 76—80 позвонков. Окрас желтовато-серый с многочисленными белыми пятнышками, брюхо светлое. Основание и внутренний край спинных плавников у молодых акул, длина которых не превышает 40 см, окрашены в беловатый цвет и сильно контрастируют с дистальной поверхностью плавников. Кроме того, хвостовой плавник у них имеет светлую окантовку.

## Биология
Mustelus stevensi достигают половой зрелости при длине 60 см. Длина новорожденных 25—27 см. Максимальная зафиксированная длина 103 см.

## Взаимодействие с человеком
Вид не представляет опасности для человека. В качестве прилова в незначительном количестве попадает в коммерческие жаберные сети и донные яруса. В ареале этих акул нет интенсивного рыбного промысла. Международный союз охраны природы присвоил этому виду статус «Вызывающий наименьшие опасения».